# Thomas Coke

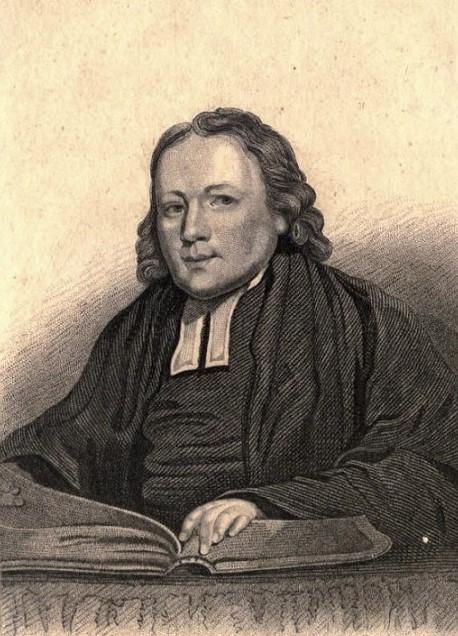
Thomas Coke

Thomas Coke (Brecon (Wales), 9 september 1747 - voor Ceylon, 3 mei 1814) was de eerste bisschop van de methodistische kerk.
Coke was de zoon van een welvarend apotheker. Hij studeerde aan het Jesus College van de Universiteit van Oxford. In 1772 werd hij geestelijke binnen de Anglicaanse Kerk. Vanwege zijn evangelicale inslag moest hij in 1776 zijn ambt opgeven. Hierna sloot hij zich aan bij de methodistische beweging. Hier werd hij al snel de belangrijkste helper van John Wesley, de grondlegger van het methodisme. Wesley beschouwde Coke wel als zijn opvolger.
In 1784 droeg Wesley het opzicht over de methodisten in de Verenigde Staten over aan Coke. Coke wees op zijn beurt Francis Asbury aan als zijn plaatsvervanger. Gezamenlijk vertegenwoordigden zij de zogenaamde Bisschoppelijke Methodistenkerk, die een eigen kerkorde had. 
In de daaropvolgende 25 jaar zorgde Coke ervoor dat het methodisme in de VS voet aan de grond kreeg. Er waren echter ook regelmatig loyaliteitsconflicten tussen de Britse en de Amerikaanse tak, waarbij Coke zich niet altijd achter de mening van de Amerikanen schaarde.
Hij ondernam missies naar onder andere West-Indië, Canada en West-Afrika om ook daar het methodistisch gedachtegoed te verbreiden, als onderdeel van de christelijke zending. Hij schreef ook. Onder andere een Bijbelcommentaar bestaande uit meerdere delen en een geschiedkundig werk over de West-Indische eilanden. Coke stierf tijdens een reis naar Indië, dat hij eveneens voor het methodisme wilde winnen.